# أحمد بن المنلا الحصكفي
أحمد بن محمد بن علي الحَصكَفي المعروف بابن المُنلا (1530 - 1594 م) (937 - 1003 هـ) عالم مسلم شامي من أهل القرن السادس عشر الميلادي/ العاشر الهجري. ولد في حلب ونشأ ودرس فيها. كان من العلماء المشهورين في حلب ومن أدبائها، له نثرٌ ونظمٌ. وقد كان مشاركاً في عددٍٍ من الفنون من التفسير والقرءات والحديث والفقه والنحو والمنطق والجبر والمقابلة والفَلَك. توفي في حلب عن عمر ناهز 64 عاماً. له عدة مؤلفات.

## مؤلفاته
له:
- شرح على مُغني اللبيب لابن هشام
- شرحٌ على شواهد السيوطي
- الرَّوضة الوَردية في الرّحلة الرومية، رحلته إلى القسطنطينية
- رسالةُ طالبةِ الوِصال من ذلك الغَزال
- شكوى الدمعِ المُراقِ من سِهام الفِراق
- عقودُ الجمان في وصف نُبذة من الغِلمان